# Nyord Sogn
Nyord Sogn er et sogn i Vordingborg Kommune (Region Sjælland). Indtil strukturreformen i 2007 lå det i Møn Kommune (Storstrøms Amt), mens det indtil Kommunalreformen i 1970 hørte til Mønbo Herred (Præstø Amt).
Nyord Sogns kommunale tilhørsforhold har skiftet en del gennem tiden.
- 1842-1846 - en del af Stege landsogn
- 1846-1962 - en egen sognekommune
- 1962-1968 - en del af Stege landsogn
- 1968-2007 - en del af Møn Kommune i to faser (1968-1970 og 1970-2007).

I kirkelig henseende er Nyord Sogn et sogn i Stege-Vordingborg Provsti (Roskilde Stift). Nyord sognekald blev i 1845 udskilt som selvstændigt sognekald fra Stege landsogn. Fra 1. april 1963 blev Nyord sognekald nedlagt som selvstændigt og blev annekssogn til Stege Købstad. Hermed var Stege-Nyord Pastorat oprettet.
Inddelingen af landet i sogne anvendes ikke blot i en kirkemæssig, administrativ sammenhæng, men er også efter kommunesammenlægningerne, kommunalreformen og strukturreformen fortsat i brug som en praktisk underopdeling af kommunerne, bl.a. til statistiske formål.
I Nyord Sogn ligger Nyord Kirke.
I Nyord Sogn findes flg. autoriserede stednavne:
- Bredeholm (areal)
- Ebbenæs Holm (areal)
- Krageholm (areal)
- Nyord (areal, bebyggelse, ejerlav)
- Ægholm (areal)